# Liga LGT 2012
La temporada 2012 de la Liga LGT fue la décima edición desde que se iniciara la competición de traineras organizada por la Liga Noroeste de Traineras en 2003. Fue la primera temporada en la que se dividió a los equipos inscritos en dos grupos de 8 y 9 equipos respectivamente. La temporada regular comenzó el 30 de junio en Sangenjo y Vigo (Pontevedra) y terminó el 19 de agosto en Boiro (La Coruña) y Cesantes (Pontevedra). Posteriormente, se disputaron el play-off para el ascenso a la Liga ACT y entre los dos grupos de la Liga LGT.

## Sistema de competición
Antes del inicio de la temporada regular, se disputaron dos regatas clasificatorias para determinar la ordenación de los dos grupos que configuran la competición.
- Primera jornada: se clasificaron las cinco primeras traineras para el Grupo A.
- Segunda jornada: solo bogaron las escuadras no clasificadas de las que se calificaron las 3 primeras para el Grupo A.

Una vez determinada la composición de los 2 grupos, cada uno de ellos disputó un calendario de regatas propio. Al finalizar la liga regular y para decidir los ascensos y descensos con la Liga ACT y entre los 2 grupos de la Liga LGT se disputan los siguientes play-off:
- Play-off de ascenso a Liga ACT: se disputan 2 plazas en la Liga ACT entre el penúltimo clasificado de dicha competición, ya que el último desciende directamente, los 2 primeros del Grupo A y los 2 primeros de la Liga ARC.
- Play-off entre grupos LGT: el campeón del Grupo B asciende directamente al Grupo A, el último clasificado del Grupo A desciende directamente al Grupo B y la última plaza del Grupo A se disputa entre el penúltimo clasificado del Grupo A y el segundo y tercero del Grupo B.

La regata Trofeo Teresa Herrera fue incluida en ambos grupos solo siendo puntuable la primera jornada clasificatoria. De la misma, se incluyeron las dos jornadas de la Bandera Puertos de Galicia que no fueron puntuables durante las que se remaron el play-off entre grupos en tanda separada. En estas tres regatas, la clasificación no quedó dividida según los grupos de la liga, si no que se elaboró una única clasificación común conp todas las traineras participante en cada prueba.
Las regatas clasificatorias de esta temporada se disputaron en modalidad contrarreloj, y el resto en tandas en líneas con cuatro calles. En todos los casos la distancia a bogar en cada regata fue de 3 millas náuticas que equivalen a 5556 metros.

## Calendario
Las siguientes regatas tuvieron lugar en 2012.

### Clasificatoria para ordenación de grupos
| Orden | Regata    | Fecha      | Hora  | Localidad | Provincia  |
| ----- | --------- | ---------- | ----- | --------- | ---------- |
| 1     | Jornada 1 | 5 de abril | 12:30 | Meira     | Pontevedra |
| 2     | Jornada 2 | 6 de abril | 12:30 | Meira     | Pontevedra |

### Temporada regular

#### Grupo A
| Orden | Regata                                  | Fecha        | Hora  | Localidad | Provincia  |
| ----- | --------------------------------------- | ------------ | ----- | --------- | ---------- |
| 1     | I Bandera Nauta Sangenjo (jornada 1)    | 30 de junio  | 18:00 | Sangenjo  | Pontevedra |
| 2     | I Bandera Nauta Sangenjo (jornada 2)    | 1 de julio   | 18:00 | Sangenjo  | Pontevedra |
| 3     | I Bandera La Mariña - Liga A            | 7 de julio   | 18:00 | Vivero    | La Coruña  |
| 4     | V Bandera Concejo de Ares               | 14 de julio  | 18:00 | Ares      | La Coruña  |
| 5     | XXVI Bandera Concejo de Redondela       | 15 de julio  | 12:00 | Chapela   | Pontevedra |
| 6     | XVIII Bandera Concejo de Villagarcía    | 21 de julio  | 18:00 | Villajuán | Pontevedra |
| 7     | IX Bandera Ciudad de Ferrol             | 22 de julio  | 17:30 | Ferrol    | La Coruña  |
| 8     | II Bandera Reganosa                     | 28 de julio  | 18:00 | Mugardos  | La Coruña  |
| 9     | XXX Bandera Concejo de Moaña            | 29 de julio  | 12:00 | Meira     | Pontevedra |
| 10    | XXVII Trofeo Teresa Herrera (jornada 1) | 11 de agosto | 17:30 | La Coruña | La Coruña  |
| 11    | XXXII Concejo de Boiro (jornada 1)      | 18 de agosto | 18:00 | Boiro     | La Coruña  |
| 12    | XXXII Concejo de Boiro (jornada 2)      | 19 de agosto | 12:00 | Boiro     | La Coruña  |

#### Grupo B
| Orden | Regata                                   | Fecha        | Hora  | Localidad            | Provincia  |
| ----- | ---------------------------------------- | ------------ | ----- | -------------------- | ---------- |
| 1     | XX Bandera Concejo de Vigo               | 30 de junio  | 12:00 | Vigo                 | Pontevedra |
| 2     | Bandera Robaleira                        | 1 de julio   | 11:00 | La Guardia           | Pontevedra |
| 3     | I Bandera La Mariña - Liga B             | 7 de julio   | 18:30 | Vivero               | La Coruña  |
| 4     | VIII Bandera Concejo de Rianjo           | 14 de julio  | 18:00 | Rianjo               | La Coruña  |
| 5     | XXVIII Bandera Concejo de El Grove       | 15 de julio  | 12:00 | El Grove             | Pontevedra |
| 6     | VII Bandera Concejo de Puebla            | 21 de julio  | 18:00 | Puebla del Caramiñal | La Coruña  |
| 7     | XVII Bandera Concejo de Bueu             | 22 de julio  | 11:30 | Bueu                 | Pontevedra |
| 8     | I Bandera Salgado Conxelados (jornada 1) | 28 de julio  | 17:30 | Oleiros              | La Coruña  |
| 9     | I Bandera Salgado Conxelados (jornada 2) | 29 de julio  | 11:30 | Oleiros              | La Coruña  |
| 10    | XXVII Trofeo Teresa Herrera (jornada 1)  | 11 de agosto | 17:30 | La Coruña            | La Coruña  |
| 11    | VII Bandera Concejo de Muros             | 18 de agosto | 18:00 | Esteiro              | La Coruña  |
| 12    | Bandera CCD Cesantes                     | 19 de agosto | 18:00 | Cesantes             | Pontevedra |

### Play-off de ascenso a Liga ACT
| Orden | Regata      | Fecha            | Hora  | Provincia |
| ----- | ----------- | ---------------- | ----- | --------- |
| 1     | Bermeo      | 15 de septiembre | 18:00 | Vizcaya   |
| 2     | Portugalete | 16 de septiembre | 12:00 | Vizcaya   |

### Play-off entre grupos
| Orden | Regata    | Fecha        | Hora  | Localidad | Provincia  |
| ----- | --------- | ------------ | ----- | --------- | ---------- |
| 1     | Jornada 1 | 25 de agosto | 17:30 | El Grove  | Pontevedra |
| 2     | Jornada 2 | 26 de agosto | 11:30 | El Grove  | Pontevedra |

## Traineras participantes

### Clasificatorias
A continuación se recoge la clasificación en cada una de las regatas clasificatorias disputadas.
- 1.ª jornada

| Pos. | Club         | Trainera              | Tiempo   | Grupo |
| ---- | ------------ | --------------------- | -------- | ----- |
| 1    | Chapela      | Arealonga             | 20:16.47 | LGT-A |
| 2    | Amegrove     | Pabliño               | 20:18.75 | LGT-A |
| 3    | Cabo da Cruz | Cabo da Cruz          | 20:28.50 | LGT-A |
| 4    | Samertolameu | Meira Mar             | 20:40.38 | LGT-A |
| 5    | Vilaxoan     | A Revenida            | 20:47.33 | LGT-A |
| 6    | Mugardos     | Bestarruza            | 20:55.81 |       |
| 7    | A Cabana     | Albatros              | 21:31.41 |       |
| 8    | Ares         | Santa Olalla de Lubre | 21:36.18 |       |
| 9    | Robaleira    | Virxe do Carme        | 21:48.06 |       |
| 10   | Morrazo      | Balea                 | 21:50.06 |       |
| 11   | Mecos        | Mequiña               | 22:03.28 |       |
| 12   | Rianxo       | Concello de Rianxo    | 22:06.06 |       |
| 13   | Puebla       | Carmela               | 22:09.28 |       |
| 14   | Coruxo       | Fontaíña              | 22:56.72 |       |
| 15   | Perillo      | Perillo               | 22:56.97 |       |
| 16   | Cesantes     | San Pedro             | 23:31.47 |       |
| 17   | Esteirana    | Esteirana             | 23:35.88 |       |

- 2.ª jornada

| Pos. | Club      | Trainera              | Tiempo   | Grupo |
| ---- | --------- | --------------------- | -------- | ----- |
| 1    | Mugardos  | Bestarruza            | 20:07.22 | LGT-A |
| 2    | A Cabana  | Albatros              | 20:07.25 | LGT-A |
| 3    | Ares      | Santa Olalla de Lubre | 20:15.38 | LGT-A |
| 4    | Perillo   | Perillo               | 20:18.47 | LGT-B |
| 5    | Robaleira | Virxe do Carme        | 20:24.88 | LGT-B |
| 6    | Morrazo   | Balea                 | 20:26.41 | LGT-B |
| 7    | Puebla    | Carmela               | 20:35.94 | LGT-B |
| 8    | Mecos     | Mequiña               | 20:41.38 | LGT-B |
| 9    | Esteirana | Esteirana             | 21:05.28 | LGT-B |
| 10   | Rianxo    | Concello de Rianxo    | 21:29.94 | LGT-B |
| 11   | Coruxo    | Fontaíña              | 22:03.15 | LGT-B |
| 12   | Cesantes  | San Pedro             | 22:22.50 | LGT-B |

### Grupo A
Tras estos resultados, el Grupo A lo formaron los siguientes equipos.
| Equipo       | Nombre de la Trainera | Localidad          | Provincia  | Localización de los equipos del Grupo A                                    |
| ------------ | --------------------- | ------------------ | ---------- | -------------------------------------------------------------------------- |
| Cabo da Cruz | Cabo da Cruz          | Boiro              | La Coruña  | Cabo da Cruz Amegrove Samertolameu Vilaxoán Chapela A Cabana Mugardos Ares |
| Amegrove     | Pabliño               | El Grove           | Pontevedra | Cabo da Cruz Amegrove Samertolameu Vilaxoán Chapela A Cabana Mugardos Ares |
| Samertolameu | A Terca               | Meira              | Pontevedra | Cabo da Cruz Amegrove Samertolameu Vilaxoán Chapela A Cabana Mugardos Ares |
| Vilaxoán     | A Revenida            | Villajuán de Arosa | Pontevedra | Cabo da Cruz Amegrove Samertolameu Vilaxoán Chapela A Cabana Mugardos Ares |
| Chapela      | Arealonga             | Redondela          | Pontevedra | Cabo da Cruz Amegrove Samertolameu Vilaxoán Chapela A Cabana Mugardos Ares |
| A Cabana     | Albatros              | La Cabana          | La Coruña  | Cabo da Cruz Amegrove Samertolameu Vilaxoán Chapela A Cabana Mugardos Ares |
| Mugardos     | Bestarruza            | Mugardos           | La Coruña  | Cabo da Cruz Amegrove Samertolameu Vilaxoán Chapela A Cabana Mugardos Ares |
| Ares         | Santa Olalla de Lubre | Ares               | La Coruña  | Cabo da Cruz Amegrove Samertolameu Vilaxoán Chapela A Cabana Mugardos Ares |

Los clubes participantes están ordenados geográficamente, de oeste a este.

### Grupo B
Tras estos resultados, el Grupo B lo formaron los siguientes equipos.
| Equipo    | Nombre de la Trainera | Localidad            | Provincia  | Localización de los equipos del Grupo B                                 |
| --------- | --------------------- | -------------------- | ---------- | ----------------------------------------------------------------------- |
| Esteirana | Esteirana             | Esteiro              | La Coruña  | Esteirana Puebla Robaleira Mecos Coruxo Rianxo Morrazo Cesantes Perillo |
| Puebla    | Carmela               | Puebla del Caramiñal | La Coruña  | Esteirana Puebla Robaleira Mecos Coruxo Rianxo Morrazo Cesantes Perillo |
| Robaleira | Virxe do Carme        | La Guardia           | Pontevedra | Esteirana Puebla Robaleira Mecos Coruxo Rianxo Morrazo Cesantes Perillo |
| Mecos     | Mequiña               | El Grove             | Pontevedra | Esteirana Puebla Robaleira Mecos Coruxo Rianxo Morrazo Cesantes Perillo |
| Coruxo    | Fontaíña              | Vigo                 | Pontevedra | Esteirana Puebla Robaleira Mecos Coruxo Rianxo Morrazo Cesantes Perillo |
| Rianxo    | Concello de Rianxo    | Rianjo               | La Coruña  | Esteirana Puebla Robaleira Mecos Coruxo Rianxo Morrazo Cesantes Perillo |
| Morrazo   | Balea                 | Cangas de Morrazo    | Pontevedra | Esteirana Puebla Robaleira Mecos Coruxo Rianxo Morrazo Cesantes Perillo |
| Cesantes  | San Pedro             | Cesantes             | Pontevedra | Esteirana Puebla Robaleira Mecos Coruxo Rianxo Morrazo Cesantes Perillo |
| Perillo   | Perillo               | Perillo              | La Coruña  | Esteirana Puebla Robaleira Mecos Coruxo Rianxo Morrazo Cesantes Perillo |

Los clubes participantes están ordenados geográficamente, de oeste a este.

### Equipos por provincia
| Provincia  | Grupo | N. | Equipos                                     |
| ---------- | ----- | -- | ------------------------------------------- |
| Pontevedra | A     | 4  | Amegrove, Chapela, Samertolameu, Vilaxoán   |
| Pontevedra | B     | 5  | Cesantes, Coruxo, Mecos, Morrazo, Robaleira |
| Pontevedra | TOTAL | 9  |                                             |
| La Coruña  | A     | 4  | A Cabana, Ares, Cabo da Cruz, Mugardos      |
| La Coruña  | B     | 4  | Esteirana, Perillo, Puebla, Rianxo          |
| La Coruña  | TOTAL | 8  |                                             |

### Ascensos y descensos
| Grupo A |                              |
| --- | ---------------------------- |
| \| Pos. \| Ascendidos de temporada 2011 \| \| ---- \| ---------------------------- \| \| 1.º \| Amegrove \| \| 2.º \| Chapela \| \| 3.º \| Cabo da Cruz \| \| 4.º \| Samertolameu \| \| 5.º \| Vilaxoan \| \| 8.º \| A Cabana \| \| 9.º \| Ares \| \| 12.º \| Mugardos \| |                              |
| Pos. | Ascendidos de temporada 2011 |
| 1.º | Amegrove                     |
| 2.º | Chapela                      |
| 3.º | Cabo da Cruz                 |
| 4.º | Samertolameu                 |
| 5.º | Vilaxoan                     |
| 8.º | A Cabana                     |
| 9.º | Ares                         |
| 12.º | Mugardos                     |

| Pos. | Descendidos de temporada 2011 |
| ---- | ----------------------------- |
| 6.º  | Perillo                       |
| 7.º  | Mecos                         |
| 10.º | Coruxo                        |
| 11.º | Puebla                        |
| 13.º | Rianxo                        |
| 14.º | Esteirana                     |

| Pos. | Nueva inscripción |
| ---- | ----------------- |
| -    | Morrazo           |
| -    | Robaleira         |
| -    | Cesantes          |

     Ascenso después de clasificatoria.

     Descenso después de clasificatoria.

     Nueva inscripción.

## Clasificación

### Temporada regular
A continuación se recoge la clasificación en cada una de las regatas disputadas en cada grupo.

#### Grupo A

##### Puntuaciones
Los puntos se reparten entre los ocho participantes en cada regata. 
| Posición | 1.º | 2.º | 3.º | 4.º | 5.º | 6.º | 7.º | 8.º |
| -------- | --- | --- | --- | --- | --- | --- | --- | --- |
| Puntos   | 8   | 7   | 6   | 5   | 4   | 3   | 2   | 1   |

##### Resultados por regata
| Pos. | Club         | Trainera              | 1 NA1 | 2 NA2 | 3 MAR | 4 ARE | 5 RED | 6 VIL | 7 FER | 8 REG | 9 MOA | 10 TER | 11 BO1 | 12 BO2 | Puntos |
| ---- | ------------ | --------------------- | ----- | ----- | ----- | ----- | ----- | ----- | ----- | ----- | ----- | ------ | ------ | ------ | ------ |
| 1    | Amegrove     | Pabliño               | 4     | 2     | 1     | 3     | 2     | 1     | 1     | 2     | 1     | 2      | 1      | 1      | 87     |
| 2    | Chapela      | Arealonga             | 1     | 1     | 3     | 1     | 1     | 2     | 2     | 1     | 2     | 3      | 2      | 2      | 87     |
| 3    | Samertolameu | Meira Mar             | 3     | 3     | 2     | 2     | 3     | 3     | 3     | 2     | 4     | 1      | 3      | 3      | 76     |
| 4    | Cabo da Cruz | Cabo da Cruz          | 2     | 4     | 5     | 4     | 4     | 6     | 4     | 6     | 3     | 6      | 6      | 5      | 53     |
| 5    | Vilaxoán     | A Revenida            | 5     | 5     | 4     | 5     | 5     | 4     | 7     | 4     | 5     | 5      | 5      | 4      | 50     |
| 6    | Mugardos     | Bestarruza            | DSQ   | 6     | 7     | 7     | 6     | 7     | 5     | 5     | 7     | 4      | 4      | 6      | 35     |
| 7    | A Cabana     | Albatros              | 6     | 7     | 6     | 8     | 8     | 5     | 6     | 7     | 6     | 8      | 7      | 8      | 26     |
| 8    | Ares         | Santa Olalla de Lubre | 7     | 8     | 8     | 6     | 7     | 8     | 8     | 8     | 8     | 7      | 8      | 7      | 18     |

| Color  | Resultado           |
| ------ | ------------------- |
| Oro    | Ganador             |
| Plata  | Segundo             |
| Bronce | Tercero             |
| Verde  | Puntuó              |
| Negro  | DSQ - Descalificada |

La trainera de Mugardos fue descalificada en la primera jornada de la Bandera Nauta Sangenjo por dejar la baliza de meta por estribor.

##### Palmarés
| Pos. | Club         | Victorias | Segundos | Terceros | Puntos | Ascenso o descenso             |
| ---- | ------------ | --------- | -------- | -------- | ------ | ------------------------------ |
| 1    | Amegrove     | 6         | 4        | 1        | 87     | Play-off de ascenso a Liga ACT |
| 2    | Chapela      | 5         | 5        | 2        | 87     | Play-off de ascenso a Liga ACT |
| 3    | Samertolameu | 1         | 3        | 7        | 76     |                                |
| 4    | Cabo da Cruz | -         | 1        | 1        | 53     |                                |
| 5    | Vilaxoán     | -         | -        | -        | 50     |                                |
| 6    | Mugardos     | -         | -        | -        | 35     |                                |
| 7    | A Cabana     | -         | -        | -        | 26     | Play-off entre grupos          |
| 8    | Ares         | -         | -        | -        | 18     | Desciende a Grupo 2            |

#### Grupo B

##### Puntuaciones
Los puntos se reparten entre los nueve participantes en cada regata. 
| Posición | 1.º | 2.º | 3.º | 4.º | 5.º | 6.º | 7.º | 8.º | 9.º |
| -------- | --- | --- | --- | --- | --- | --- | --- | --- | --- |
| Puntos   | 9   | 8   | 7   | 6   | 5   | 4   | 3   | 2   | 1   |

##### Resultados por regata
| Pos. | Club      | Trainera           | 1 VIG | 2 ROB | 3 MAR | 4 RIA | 5 GRO | 6 PUE | 7 BUE | 8 SA1 | 9 SA2 | 10 TER | 11 MUR | 12 CES | Puntos |
| ---- | --------- | ------------------ | ----- | ----- | ----- | ----- | ----- | ----- | ----- | ----- | ----- | ------ | ------ | ------ | ------ |
| 1    | Mecos     | Mequiña            | 3     | 3     | 2     | 2     | 3     | 2     | 2     | 2     | 2     | 1      | 3      | 1      | 87     |
| 2    | Perillo   | Perillo            | 2     | 6     | 5     | 1     | 1     | 1     | 3     | 1     | 1     | 2      | 1      | 2      | 86     |
| 3    | Puebla    | Carmela            | 5     | 4     | 3     | 3     | 5     | 4     | 4     | 3     | 6     | 3      | 2      | 3      | 70     |
| 4    | Robaleira | Virxe do Carme     | 1     | 7     | 1     | 5     | 2     | 3     | 1     | 4     | 3     | 7      | 6      | 6      | 65     |
| 5    | Morrazo   | Balea              | 4     | 8     | 4     | 4     | 4     | 5     | 5     | 5     | 4     | 5      | 5      | 4      | 57     |
| 6    | Esteirana | Esteirana          | 7     | 2     | 6     | 6     | 8     | 7     | 6     | 6     | 5     | 4      | 4      | 5      | 51     |
| 7    | Rianxo    | Concello de Rianxo | 6     | 1     | 7     | 7     | 7     | 6     | 7     | 7     | 7     | 6      | 7      | 7      | 41     |
| 8    | Coruxo    | Fontaíña           | 8     | 5     | 8     | 8     | 6     | 8     | 9     | 8     | 8     | 8      | 8      | DSQ    | 24     |
| 9    | Cesantes  | San Pedro          | 9     | 9     | 9     | 9     | 9     | 9     | 8     | 9     | 9     | 9      | 9      | 8      | 12     |

La XX Bandera Concejo de Vigo no puntuó para la liga, como estaba inicialmente previsto, al desplazarse una de las boyas durante la disputa de la regata.
La trainera de Coruxo fue descalificada en la Bandera CCD Cesantes por realizar una de las ciabogas por estribor.

##### Palmarés
| Pos. | Club      | Victorias | Segundos | Terceros | Puntos | Ascenso o descenso    |
| ---- | --------- | --------- | -------- | -------- | ------ | --------------------- |
| 1    | Mecos     | 2         | 6        | 4        | 87     | Asciende Grupo 1      |
| 2    | Perillo   | 6         | 3        | 1        | 86     | Play-off entre grupos |
| 3    | Puebla    | -         | 1        | 5        | 70     | Play-off entre grupos |
| 4    | Robaleira | 3         | 1        | 2        | 65     |                       |
| 5    | Morrazo   | -         | -        | -        | 57     |                       |
| 6    | Esteirana | -         | 1        | -        | 51     |                       |
| 7    | Rianxo    | 1         | -        | -        | 41     |                       |
| 8    | Coruxo    | -         | -        | -        | 24     |                       |
| 9    | Cesantes  | -         | -        | -        | 12     |                       |

### Play-off de ascenso a Liga ACT
Chapela y Samertolameu, que podía optar a participar tras la renuncia de uno de los dos primeros clasificados ya que había quedado tercero, renunciaron a participar en el play-off de ascenso por falta de recursos económicos para poder afrontar la competición.
Los puntos se reparten entre los cuatro participantes en cada regata.
| Posición | 1.º | 2.º | 3.º | 4.º |
| -------- | --- | --- | --- | --- |
| Puntos   | 4   | 3   | 2   | 1   |

| Pos. | Club                 | Trainera   | 1 BER | 2 POR | Puntos | Ascenso o descenso    |
| ---- | -------------------- | ---------- | ----- | ----- | ------ | --------------------- |
| 1    | Orio-Babyauto        | Txiki      | 1     | 1     | 8      | Asciende a Liga ACT   |
| 2    | Zumaia-Altuna y Uria | Telmo Deun | 2     | 2     | 6      | Permanece en Liga ACT |
| 3    | Santurtzi-Iberdrola  | Sotera     | 3     | 3     | 4      | Permanece en Liga ARC |
| 4    | Amegrove             | Pabliño    | 4     | 4     | 2      | Permanece en Liga LGT |

### Play-off entre grupos
Los puntos se reparten entre los tres participantes en cada regata.
| Posición | 1.º | 2.º | 3.º |
| -------- | --- | --- | --- |
| Puntos   | 3   | 2   | 1   |

| Pos. | Club     | Trainera | 1 JO1 | 2 JO2 | Puntos | Ascenso o descenso   |
| ---- | -------- | -------- | ----- | ----- | ------ | -------------------- |
| 1    | A Cabana | Albatros | 1     | 1     | 6      | Permanece en Grupo A |
| 2    | Perillo  | Perillo  | 2     | 2     | 4      | Permanece en Grupo B |
| 3    | Puebla   | Carmela  | 3     | 3     | 3      | Permanece en Grupo B |